# Mujer del Peñón
La Mujer del Peñón es el nombre con el que se conoce a los restos fosilizados de un humano femenino encontrados en la localidad del pueblo Peñón de los Baños en la Ciudad de México, en el año 1959. La relevancia de este hallazgo arqueológico consiste en que el datado mediante radiocarbono-14 de los restos indica una antigüedad de alrededor de los 12 000 años, lo cual contradecía la hipótesis vigente hasta entonces de que el hombre llegó tempranamente a América procedente de Asia, durante la última glaciación hace 12 000 años.
Se ha logrado extraer ADN mitocondrial de los molares de la mujer, lo que reveló que esta tenía herencia genética asiática.